# Маране (Л'Аквила)
Маране (итал. Marane) је насеље у Италији у округу Л'Аквила, региону Абруцо.
Према процени из 2011. у насељу је живело 532 становника. Насеље се налази на надморској висини од 419 м.